# Памятники истории и культуры Мендыкаринского района
Памятники истории и культуры местного значения Мендыкаринского района — отдельные постройки, здания и сооружения, некрополи, произведения монументального искусства, памятники археологии, включенные в Государственный список памятников истории и культуры местного значения Костанайской области. Списки памятников истории и культуры местного значения утверждаются исполнительным органом региона по представлению уполномоченного органа по охране и использованию историко-культурного наследия.
В Государственном списке памятников истории и культуры местного значения города в редакции постановления акимата Костанайской области от 31 марта 2020 года числились 54 наименований.

## Список памятников
| Номер в списке | Название                             | Изображение | Годы постройки                      | Место нахождения                                                                | Вид памятника                    |
| -------------- | ------------------------------------ | ----------- | ----------------------------------- | ------------------------------------------------------------------------------- | -------------------------------- |
| 784            | Церковь                              |             | начало XX века                      | село Боровское, улица Абая, 91                                                  | градостроительство и архитектура |
| 785            | Курган Алешинка I                    |             | ранний железный век                 | 5 километров к северо-западу от села Алешинка                                   | археология                       |
| 786            | Курганная группа Алешинка II         |             | эпоха бронзы – ранний железный век  | 2 километра к северо-западу от села Алешинка                                    | археология                       |
| 787            | Курган Алешинка III                  |             | эпоха бронзы – ранний железный век  | 1,6 километра к юго-западу от села Алешинка                                     | археология                       |
| 788            | Поселение Алкау I                    |             | эпоха бронзы                        | на юго-западной окраине села Алкау                                              | археология                       |
| 789            | Стоянка Алкау II                     |             | эпоха неолита – эпоха бронзы        | 1,8 километра к югу от села Алкау                                               | археология                       |
| 790            | Курган Алкау III                     |             | ранний железный век                 | 1 километр к югу от села Алкау                                                  | археология                       |
| 791            | Курган Алкау IV                      |             | ранний железный век                 | 1,4 километра к югу от села Алкау                                               | археология                       |
| 792            | Курганная группа Алкау V             |             | ранний железный век – средневековье | 5 километров к юго-западу от села Алкау                                         | археология                       |
| 793            | Курган Басагаш I                     |             | ранний железный век                 | 0,4 километра к северо-востоку от села Алешинка                                 | археология                       |
| 794            | Курган Басагаш II                    |             | эпоха бронзы – ранний железный век  | 1,5 километра к северу от села Алешинка                                         | археология                       |
| 795            | Одиночный курган Бородиновка I       |             | ранний железный век – средневековье | 6 километров к северо-востоку от села Загаринка 54°10′48″ с. ш. 63°51′41″ в. д. | археология                       |
| 796            | Одиночный курган Бородиновка II      |             | ранний железный век – средневековье | 8 километров к северо-востоку от села Загаринка 54°11′55″ с. ш. 63°51′35″ в. д. | археология                       |
| 797            | Курган Буденновка I                  |             | ранний железный век                 | 8 километров к западу от села Буденновка                                        | археология                       |
| 798            | Курган Буденновка II                 |             | ранний железный век                 | 2 километра к юго-западу от села Буденновка                                     | археология                       |
| 799            | Курганная группа Введенка            |             | эпоха бронзы – ранний железный век  | 6,5 километра к северо-востоку от села Введенка 54°03′15″ с. ш. 63°50′52″ в. д. | археология                       |
| 800            | Одиночный курган Введенка I          |             | эпоха бронзы – средневековье        | 1 километр к северу от села Введенка 54°02′14″ с. ш. 63°46′58″ в. д.            | археология                       |
| 801            | Курганная группа Введенка II         |             | эпоха бронзы – средневековье        | 2,5 километра к югу от села Введенка 53°59′06″ с. ш. 63°45′34″ в. д.            | археология                       |
| 802            | Курган Введенка III                  |             | эпоха бронзы – ранний железный век  | 5 километров к юго-западу от села Введенка                                      | археология                       |
| 803            | Курган Введенка IV                   |             | ранний железный век                 | 3 километра к югу от села Введенка                                              | археология                       |
| 804            | Поселение Джангельды I               |             | эпоха бронзы                        | на северо-западной окраине села Молодежное                                      | археология                       |
| 805            | Поселение Джангельды II              |             | эпоха бронзы                        | 5 километров к северо-западу от села Молодежное                                 | археология                       |
| 806            | Курган Джангельды III                |             | ранний железный век                 | 1 километр к юго-западу от села Молодежное                                      | археология                       |
| 807            | Курганная группа Джангельды IV       |             | ранний железный век                 | 2 километра к югу от села Молодежное                                            | археология                       |
| 808            | Могильник Джангельды V (грунтовый)   |             | эпоха бронзы                        | 2 километра к юго-востоку от села Молодежное                                    | археология                       |
| 809            | Курган Джангельды VI                 |             | эпоха бронзы – ранний железный век  | 2,2 километра к северо-западу от села Молодежное                                | археология                       |
| 810            | Курганная группа Джангельды VII      |             | эпоха бронзы – ранний железный век  | 3,5 километра к югу от села Молодежное                                          | археология                       |
| 811            | Курган Джангельды VIII               |             | ранний железный век                 | 13 километров к югу от села Молодежное                                          | археология                       |
| 812            | Курган у села Долбушка               |             | ранний железный век                 | 3 километра к юго-востоку от села Долбушка                                      | археология                       |
| 813            | Одиночный курган Жидексай            |             | ранний железный век – средневековье | 13 километров к западу от села Каскат 54°09′15″ с. ш. 63°56′01″ в. д.           | археология                       |
| 814            | Одиночный курган Жинысколь           |             | ранний железный век – средневековье | 7 километров к востоку от села Каменка 54°13′21″ с. ш. 63°46′04″ в. д.          | археология                       |
| 815            | Курганный могильник у села Загаринка |             | ранний железный век – средневековье | 3 километра к югу от села Загаринка 54°05′41″ с. ш. 63°49′34″ в. д.             | археология                       |
| 816            | Курган Кантомар I                    |             | ранний железный век                 | 4,5 километра к юго-западу от села Тенизовское                                  | археология                       |
| 817            | Курган Кантомар II                   |             | ранний железный век                 | 2 километра к юго-западу от села Тенизовское                                    | археология                       |
| 818            | Курган Кантомар III                  |             | ранний железный век                 | 5 километров к югу от села Тенизовское                                          | археология                       |
| 819            | Курган Кантомар IV                   |             | ранний железный век                 | 4,5 километра к югу от села Тенизовское                                         | археология                       |
| 820            | Одиночный курган Каражар I           |             | ранний железный век – средневековье | 15 километров к северо-западу от села Каскат 54°15′43″ с. ш. 64°02′14″ в. д.    | археология                       |
| 821            | Стоянка Каражар II                   |             | эпоха мезолита – эпоха бронзы       | 18 километров к северо-западу от села Каскат 54°16′56″ с. ш. 64°02′02″ в. д.    | археология                       |
| 822            | Одиночный курган Каренинка           |             | ранний железный век                 | 13 километров к северо-западу от села Введенка 54°05′39″ с. ш. 63°37′27″ в. д.  | археология                       |
| 823            | Одиночный курган Каскат              |             | ранний железный век – средневековье | 7 километров к юго-востоку от села Каскат 54°05′31″ с. ш. 64°12′39″ в. д.       | археология                       |
| 824            | Курган у села Лоба                   |             | ранний железный век                 | 6 километров к юго-востоку от села Лоба                                         | археология                       |
| 825            | Одиночный курган Лютинка I           |             | ранний железный век – средневековье | 13 километров к северо-западу от села Каскат 54°11′52″ с. ш. 63°57′26″ в. д.    | археология                       |
| 826            | Одиночный курган Лютинка II          |             | ранний железный век – средневековье | 13 километров к северо-западу от села Каскат 54°14′32″ с. ш. 64°04′42″ в. д.    | археология                       |
| 827            | Курган Талапкер                      |             | ранний железный век                 | 12 километров к северо-востоку от села Тенизовское                              | археология                       |
| 828            | Курганная группа Тасовка I           |             | ранний железный век – средневековье | 14 километров к северо-западу от села Каскат 54°11′10″ с. ш. 63°56′09″ в. д.    | археология                       |
| 829            | Стоянка Тасовка II                   |             | эпоха бронзы                        | 16 километров к северо-западу от села Каскат 54°07′45″ с. ш. 63°54′26″ в. д.    | археология                       |
| 830            | Поселение Тасовка                    |             | эпоха бронзы                        | 14 километров к северо-западу от села Каскат, 54°10′14″ с. ш. 63°55′22″ в. д.   | археология                       |
| 831            | Курганная группа Тастюбе I           |             | эпоха бронзы – ранний железный век  | 4 километра к северо-западу от села Алкау                                       | археология                       |
| 832            | Курган Тастюбе II                    |             | ранний железный век                 | 3,5 километра к юго-востоку от села Алкау                                       | археология                       |
| 833            | Курганная группа Тастюбе III         |             | ранний железный век                 | 3,6 километра к юго-востоку от села Алкау                                       | археология                       |
| 834            | Поселение Уразовка                   |             | эпоха бронзы                        | 17 километров к западу от села Каскат 54°06′36″ с. ш. 63°51′34″ в. д.           | археология                       |
| 835            | Поселение Утекей I                   |             | эпоха бронзы                        | 8 километров к северо-востоку от села Введенка 54°03′32″ с. ш. 63°52′40″ в. д.  | археология                       |
| 836            | Курганная группа Утекей II           |             | ранний железный век – средневековье | 9 километров к северо-востоку от села Введенка 54°04′03″ с. ш. 63°52′25″ в. д.  | археология                       |
| 837            | Одиночный курган Утекей III          |             | ранний железный век – средневековье | 8 километров к северо-востоку от села Введенка 54°02′32″ с. ш. 63°53′23″ в. д.  | археология                       |